# Dittelstedt
Dittelstedt ist ein Ortsteil der Thüringer Landeshauptstadt Erfurt.

## Geografie
Dittelstedt liegt südöstlich der Stadt Erfurt im Thüringer Becken am Nordhang des Steigerwalds. Die Ortsflur selbst ist nahezu waldfrei und wird landwirtschaftlich genutzt. Angrenzende Stadtteile sind das Dorf Urbich im Osten, das Wohngebiet Daberstedt im Westen, das zu Daberstedt gehörende Industriegebiet Neuschmidtstedt im Norden und das Plattenbaugebiet Herrenberg im Süden. Im Westen geht Dittelstedt nahtlos in Daberstedt über, wobei die Entfernung zum Stadtzentrum (Hauptbahnhof) etwa drei Kilometer beträgt. Das Straßendorf erstreckt sich entlang der Rudolstädter Straße, die in der Nähe des Hauptbahnhofs beginnt und über Daberstedt, Dittelstedt, Urbich und Niedernissa zum Haarberg führt (Autobahn-Auffahrt Erfurt-Ost).

## Geschichte

Karte von Dittelstedt (1843)

Dittelstedt wurde im Jahr 900 erstmals urkundlich erwähnt. Tutelestat wurde in dieser Urkunde von Dimar dem Kloster Fulda übertragen. 1143 wurde Dittelstedt ein Erfurter Küchendorf. Damit unterstand es der Stadt Erfurt und Kurmainz, dessen Kurfürstliche Verwaltung es mit Naturalien versorgte. Der Dreißigjährige Krieg verwüstete das Dorf stark, so wurde die Dorfkirche abgebrochen und mit den Steinen die Erfurter Stadtbefestigung verstärkt. Zum Ende des Krieges 1648 hatte Dittelstedt durch Tod und Flucht nur noch 36 Einwohner. Die Kirche wurde 1682 wieder errichtet. In dieser Zeit förderten die Mainzer Erzbischöfe die Ansiedlung von Katholiken aus anderen Teilen des Reichs in Dittelstedt, womit das Dorf wieder auf seine Vorkriegsgröße anwuchs. Im Siebenjährigen Krieg schlug Friedrich der Große in der alten Schule von Dittelstedt sein Quartier auf. Im Jahr 1792 hatte Dittelstedt wieder 108 Einwohner.
Im Zuge der Napoleonischen Kriege fiel 1802 Erfurt und damit auch Dittelstedt an Preußen. Nach der Schlacht bei Jena und Auerstedt 1806 wurde Dittelstedt mit Erfurt ein Teil der „Domäne“ Napoleons (Fürstentum Erfurt). Als dieser im Rahmen des Ausbaus der Erfurter Zitadelle die dortige Fronleichnamskapelle abreißen ließ, bauten sich die Dittelstedter daraus den Turm ihrer Kirche. Die Männer des Ortes hatten 1812/13 schwerste Schanzarbeiten in der Festung Erfurt zu leisten. Dittelstedt wurde dann nach der Völkerschlacht bei Leipzig im Oktober 1813 durch zurückflutende französische Truppen verwüstet und wenige Tage später ein Teil des preußisch-russischen Belagerungsrings um die Festung Erfurt. Schlesische Soldaten sollen das „Nervenfieber“ (Typhus) mitgebracht haben, dem auch viele Dittelstedter zum Opfer fielen. Ab 1816 gehörte Dittelstedt zum Kreis Erfurt innerhalb der preußischen Provinz Sachsen.
Als Erfurt 1847 einen Anschluss an die Thüringer Bahn erhielt, wurde auch die Rudolstädter Straße von Erfurt nach Niedernissa angelegt und befestigt. Ab 1870 erlangten die Gärtnereien in Dittelstedt eine immer größere Bedeutung und Erfurter Industrie- und Bahnarbeiter siedelten sich an. Die Einwohnerzahl stieg rasch an, so hatte das Dorf 1840 158 Einwohner und 1894 schon 342 Einwohner. Da die Zuwanderer überwiegend evangelisch waren, verlor Dittelstedt seinen früher rein katholischen Charakter. 1901 wurde auf dem Herrenberg die protestantische Gustav-Adolf-Kirche für Dittelstedt und Melchendorf geweiht.
Aus dem Ersten Weltkrieg kehrten 30 Dittelstedter Soldaten nicht zurück. 1928 hatte Dittelstedt 669 Einwohner. Bei den Wahlen zur Zeit der Weimarer Republik in den 1920er Jahren erhielten Kommunisten und die Zentrumspartei die meisten Stimmen. Mit Auflösung des Kreises Erfurt 1932 kam Dittelstedt zum Landkreis Weißensee. Es folgte ab 1933 die Gleichschaltung durch die Nationalsozialisten im Dritten Reich. Ab 1936 wurden auf Dittelstedter Flur östlich des Ortes die „Henne“-Kasernen gebaut. 1938 legte man Evangelische und Katholische Schule zu einer Gemeinschaftsschule zusammen. Die Rudolstädter Straße wurde zur Reichsstraße, die Erfurt über Dittelstedt mit der Ende der 1930er Jahre entstandenen Reichsautobahn verband (Abfahrt Erfurt-Ost). Im Zweiten Weltkrieg hatte der Ort viele Evakuierte aus den luftkriegsbetroffenen westdeutschen Großstädten und dann Flüchtlinge aus den Ostgebieten aufzunehmen.

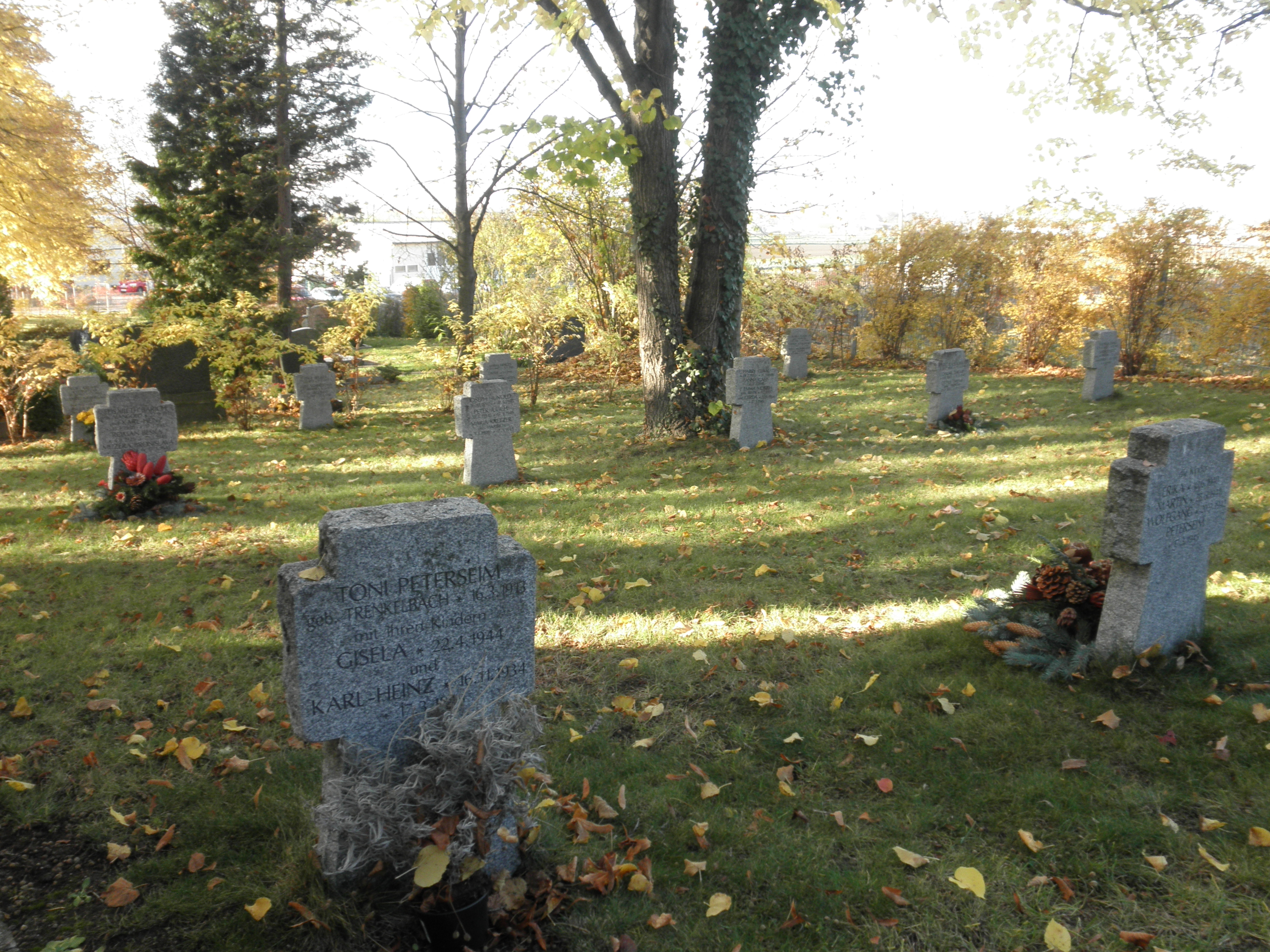
Grabkreuze für die 75 Bombenopfer von März 1945

Am 17. März 1945 mittags erfolgte ein Luftangriff der 1. US Air Division in Form eines Bombenteppichs auf die südöstlichen Außenbezirke von Erfurt. Auf Dittelstedt wurden dabei etwa 200 Bomben abgeworfen. 75 Einwohner wurden getötet und viele Gebäude zerstört. Am 11. April 1945 erreichten amerikanische Truppen das Dorf. Unmittelbar danach ereigneten sich zahlreiche Gewalttaten – mehrere mit tödlichem Ausgang – die befreiten Fremdarbeitern angelastet wurden. Im Juli 1945 kam die Rote Armee, und Dittelstedt wurde Teil der SBZ, später der DDR. 1947 erreichte die Einwohnerzahl – trotz der eigenen Verluste an Gefallenen und Bombenopfern – durch die Zuwanderung von Heimatvertriebenen ihren historischen Höchststand von 884. Der Wiederaufbau des zerstörten Ortes fand unter sehr schwierigen Nachkriegsbedingungen statt.
Am 1. Juli 1950 erfolgte die Eingemeindung nach Erfurt. 1960 wurde die Zwangskollektivierung der Gärtnereien durchgeführt und die LPG (P) Gemüse Erfurt-Dittelstedt gegründet, die ab 1983 den Namen „Karl Marx“ führte.
Die politische Wende und Wiedervereinigung brachten erhebliche gesellschaftliche, insbesondere wirtschaftliche Veränderungen mit sich: Reprivatisierungen, Entstehen neuer Betriebe, rege Neubau- und Sanierungstätigkeit, Anschluss an die Erdgasleitung, aber auch Arbeitslosigkeit, Frühverrentungen und einen drastischen Einbruch bei der Geburtenzahl. 1994 konnte – nicht zuletzt Dank der Bemühungen des 1993 gegründeten Ortsvereins Dittelstedt e. V. – der Ortschafts-Status für Dittelstedt innerhalb von Erfurt erreicht werden: mit Ortschaftsbürgermeister Dietrich Hagemann (CDU) und einem Ortschaftsrat.

### Einwohnerentwicklung
| Jahr      | 1843 | 1900 | 1939 | 1990 | 1995 | 2000 | 2005 | 2010 | 2015 | 2020 |
| --------- | ---- | ---- | ---- | ---- | ---- | ---- | ---- | ---- | ---- | ---- |
| Einwohner | 156  | 689  | 828  | 494  | 657  | 646  | 685  | 722  | 763  | 821  |

## Kirchen

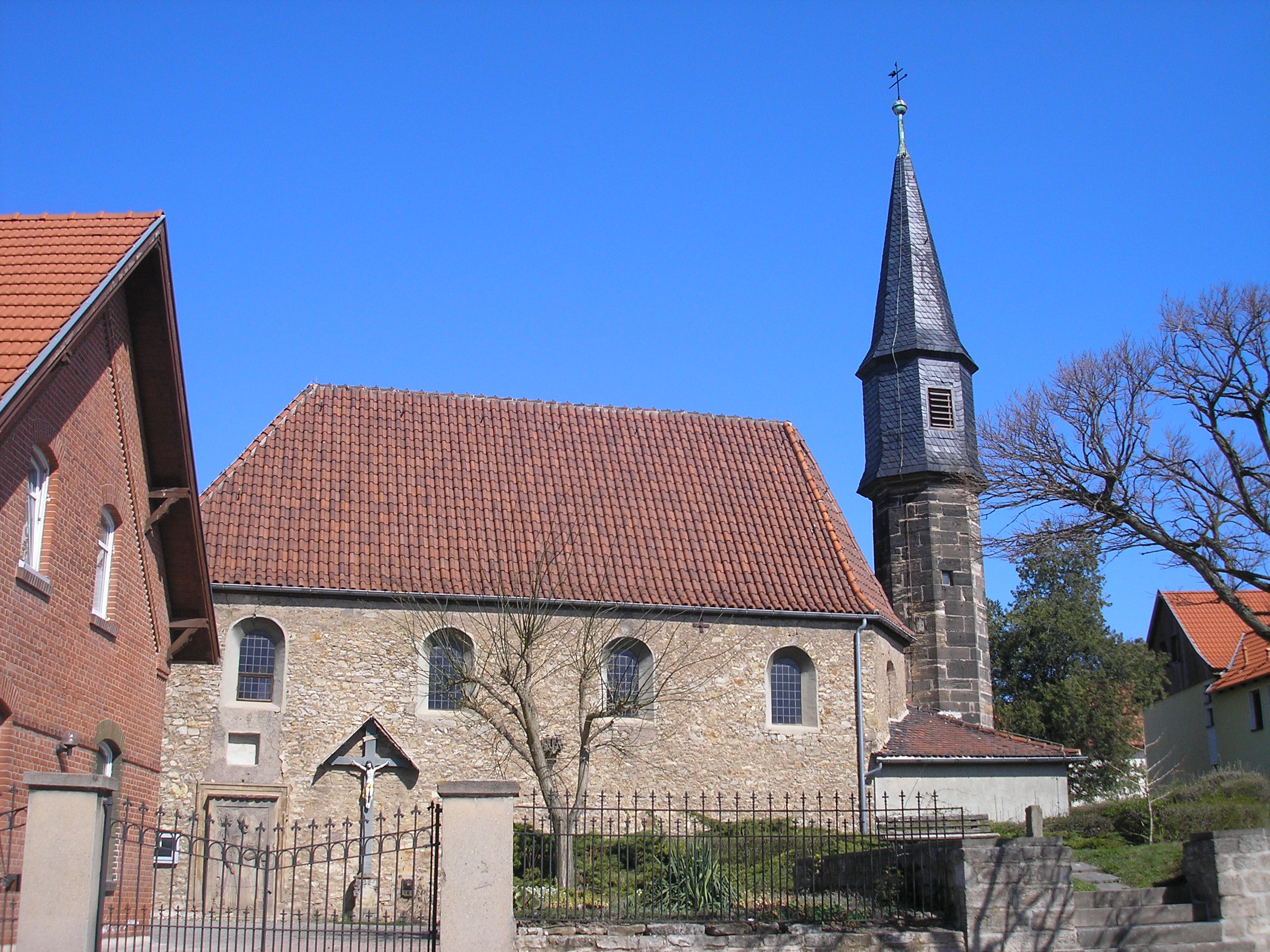
Kath. Dorfkirche St. Martin

- Die katholische Kirche St. Martin wurde 1682 anstelle der 1647 abgetragenen alten Kirche errichtet. 1812 kam ein daneben stehender Kirchturm hinzu, der aus den Steinen der unter Napoleon abgerissenen Fronleichnamskapelle auf dem Erfurter Petersberg aus dem 13. Jahrhundert gebaut wurde. 1813 wurde die Kirche durch französische Truppen verwüstet und anschließend wiederhergestellt. 1935 erfolgte ein Umbau der Kirche. Bei dem Luftangriff am 17. März 1945 wurde sie schwer beschädigt und anschließend erneut wiederhergestellt. 1987 fand wieder eine Renovierung statt. Der Barock-Altar wie auch eine Kreuzweg-Darstellung in der Kirche stammen aus der Fronleichnamskapelle des Erfurter Petersklosters. In der Kirche findet sich ein kleines Maria- und Johannes-Relief aus der Zeit um 1600. Ein Epitaph des Abtes Casselmann († 1737) vom Peterskloster Erfurt verschließt außen an der Kirchenwand die frühere Eingangstür: das „Casselmann-Epitaph“. Namhafte Spenden eines früheren, in die USA ausgewanderten Dittelstedters (Klaus Synowietz), ermöglichten die Renovierung von Turm, Altar, Kreuzweg und die Anschaffung einer elektronischen Orgel. Im Rahmen der Kirchenrenovierung im Jahre 2010 wurden auch der kupferne Turmknopf und das vergoldete Turmkreuz aufgearbeitet. Sie hatten nach Aussagen des Ortschronisten 1945 Besatzungssoldaten für Schießübungen gedient. Dem Inhalt des Turmknopfs neu hinzugefügt wurden eine Dorfchronik, die Liste der Opfer des Bombenangriffs vom März 1945 und der Gefallenen des Zweiten Weltkriegs, DDR-Mark, DM- und Euro-Scheine.[9]
- Die evangelische Gustav-Adolf-Kirche auf dem Großen Herrenberg (Lage→) wurde 1901, unterstützt vom Gustav-Adolf-Verein, für Dittelstedt und Melchendorf gemeinsam errichtet. Ab Juli 1945 plünderten und verwüsteten Soldaten der Roten Armee das Kircheninnere. Bis 1951 wurde die Kirche wiederhergestellt. In den 1980er Jahren war ein Abriss der Kirche für die entstehenden Neubau-Blocks auf dem Herrenberg geplant. Er wurde wegen Protesten nicht realisiert.[10] Nach dem Abriss mehrerer Plattenbauten ist die Kirche wieder weithin sichtbar.

## Vereine
- Sicherheits- und Schutz-Verein Dittelstedt: gegründet 1848 in der Revolutionszeit. Er war der älteste, bald wieder aufgelöste Verein des Ortes.
- Freiwillige Feuerwehr: urkundlich bestätigt im Jahr 1879. Sie ist der älteste noch bestehende Verein. Seit 1990 wird die Freiwillige Feuerwehr durch einen Feuerwehr-Förderverein unterstützt und erhielt 1995 ein neues Feuerwehrhaus.
- Männerchor Cäcilia 1880 Erfurt-Dittelstedt e. V.: gegründet 1880 als Männergesangsverein. Nach dem Zweiten Weltkrieg bestand ein Volkschor Dittelstedt, der sich 1954 Volkschor der B.G.H. Erfurt-Dittelstedt nannte und 1961 aufgelöst wurde. 1984 erfolgte die Neugründung mit der Bezeichnung Männerchor Erfurt-Dittelstedt (Trägerbetrieb LPG „Karl-Marx“). Seit 1991 besteht wieder der erstgenannte Traditionsname. Der Chor ist sehr erfolgreich, er trat in den 1990er Jahren u. a. im Straßburger Münster und vor dem Wiener Stephansdom auf, auch in Funk und Fernsehen. Seit 1989 besteht eine „Chor-Freundschaft“ mit dem Männergesangverein „Eintracht“ in Oberhone in Hessen.
- Ortsverein Erfurt-Dittelstedt e. V.: gegründet 1993. Anlass seiner Gründung war die Abwehr von Bestrebungen der Erfurter Politik zum Anschluss von Dittelstedt an Erfurt-Daberstedt. Dem Wirken des Vereins ist die Einrichtung eines Ortshauses als Bürgerhaus zu verdanken.
- Sportvereine: z. B. Arbeiter-Sportverein in den 1920er Jahren. Er ist 1933 im Deutschen Turner-Bund aufgegangen.

## Wirtschaft und Verkehr
Nördlich von Dittelstedt erstreckt sich in der Schmidtstedter Flur zwischen Daberstedt und Linderbach das Gewerbegebiet Neuschmidtstedt. Andere Teile der Ortsflur werden landwirtschaftlich genutzt.
Nördlich des Ortes verläuft die Bundesstraße 7, im Osten die Konrad-Adenauer-Straße als Teil des Erfurter Rings, im Süden die Straße Am Herrenberg als Autobahnzubringer zur Auffahrt Erfurt-Ost an der Bundesautobahn 4 und im Westen die Eisenberger Straße. Landesstraßen verbinden das Dorf mit Daberstedt im Westen, Urbich im Osten, Neuschmidtstedt im Norden und Melchendorf/Herrenberg im Süden. An den ÖPNV ist der Ort über den Stadtbus 60 und den Regiobus 155 angebunden. Die Linie 60 führt von Windischholzhausen über Niedernissa und Urbich nach Dittelstedt und weiter zum Erfurter Hauptbahnhof nach Möbisburg-Rhoda.

## Denkmäler

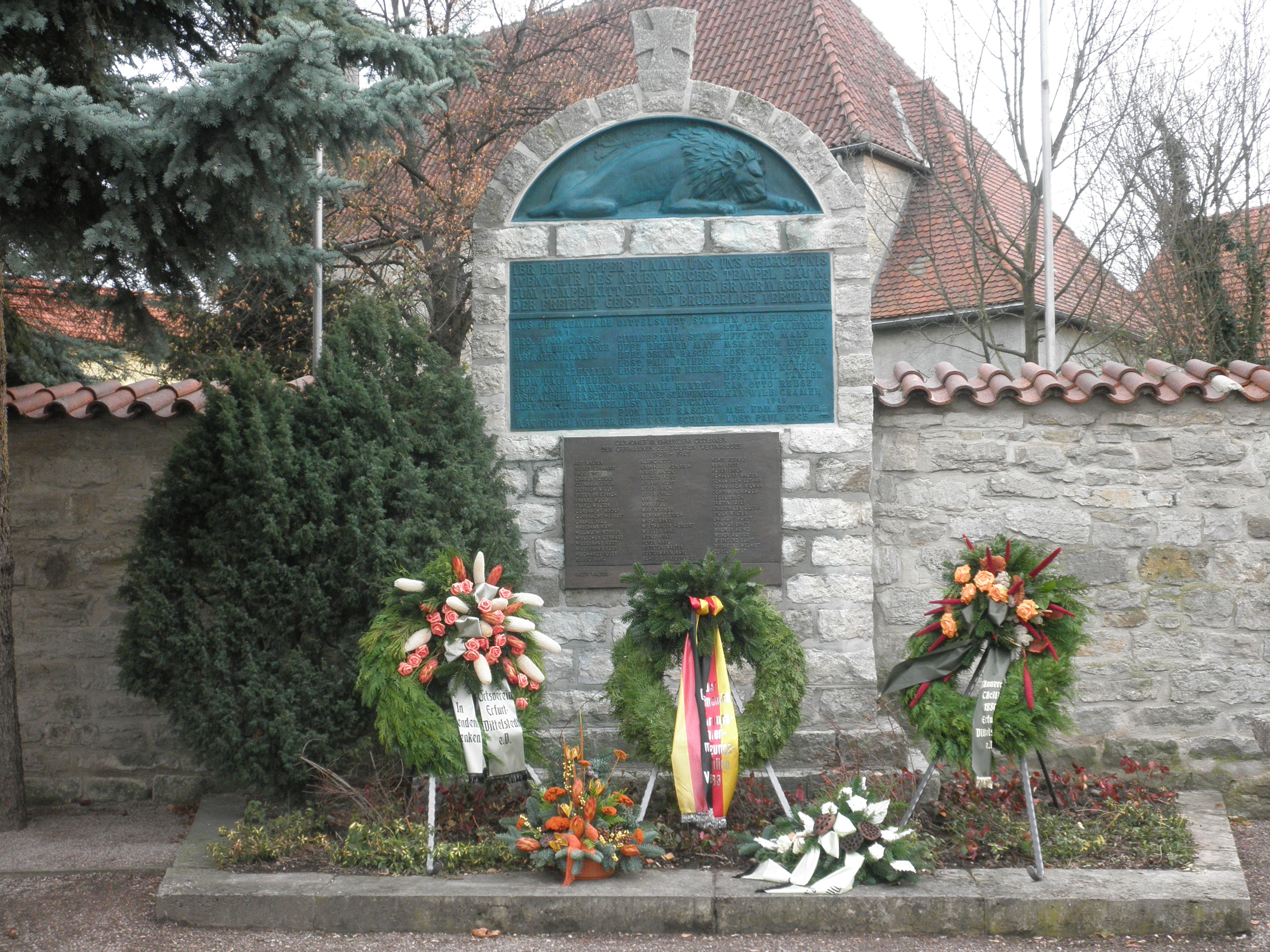
Kriegerdenkmal

- Ein Kriegerdenkmal aus den 1920er Jahren unterhalb der Kirchhofmauer am Ortseingang aus Richtung Erfurt erinnert an die 30 Dittelstedter Soldaten, die nicht aus dem Ersten Weltkrieg zurückkehrten. Ergänzt wurde es nach der politischen „Wende“ durch eine Tafel mit den Namen von 60 im Zweiten Weltkrieg gefallenen oder vermissten Männern des Ortes. Das Denkmal wurde zum Volkstrauertag 2016 saniert.[11]
- Ein kleiner Ehrenhain, der am 17. März 1996 auf dem Friedhof eingeweiht wurde, besteht aus Granit-Steinkreuzen mit den Namen von 75 bei dem Bombenangriff auf Dittelstedt am 17. März 1945 umgekommenen Einwohnern (10 % der Dorfbevölkerung). Darunter befand sich eine Mutter mit 10 Kindern und den Großeltern.
- Gedenktafel (von 1897) am ehemaligen Lehrerhaus neben der Kirche: „Am 14. September 1757 befand sich hier das Hauptquartier König Friedrichs des Großen“. Es ist nicht mehr der Originalbau, der aber an dieser Stelle stand. Die einklassige katholische Schule daneben fiel dem Bombenangriff vom 17. März 1945 zum Opfer.

## Persönlichkeiten

### Söhne und Töchter des Ortes
- Olaf Gropp (1943–2012), Grafiker

### Personen, die mit dem Ort in Verbindung stehen
- Anton Rheinländer (1866–1928), Politiker der Deutschen Zentrumspartei, war in den 1880er Jahren als Lehrer in Dittelstedt tätig

## Belege
1. ↑  Bevölkerung in Stadtteilen. Stadt Erfurt, 1. Februar 2019, abgerufen am 21. Juli 2025.
2. ↑  Helmut Wolf: Erfurt im Luftkrieg. Glaux-Verlag, Jena 2005, ISBN 3-931743-89-6, S. 183 und 285.
3. ↑  Handbuch der Provinz Sachsen. Rubach, Magdeburg/Salzwedel 1843 (Scan in der Google-Buchsuche).
4. ↑  Gemeindeverzeichnis Deutschland 1900 – Königreich Preußen – Provinz Sachsen. Regierungsbezirk Erfurt. Landkreis Erfurt. In: gemeindeverzeichnis.de, abgerufen am 2. Mai 2023.
5. ↑  Michael Rademacher: Landkreis Weißensee. Online-Material zur Dissertation, Osnabrück 2006. In: eirenicon.com. Abgerufen am 30. Mai 2023.
6. ↑  Thüringer Landesamt für Umwelt und Geologie: Umwelt regional.
7. ↑  Stadtteil – Dittelstedt. (Memento vom 28. März 2016 im Internet Archive) Bevölkerung mit Hauptwohnsitz am 31. Dezember 2015. In: erfurt.de, abgerufen am 30. Mai 2023.
8. ↑  Erfurter Statistik, Daten und Fakten 2021. (PDF; 607 kB) Landeshauptstadt Erfurt, Stadtverwaltung, 30. April 2021, abgerufen am 10. April 2023 (Bevölkerung der Stadtteile mit Stand 31. Dezember 2020).
9. ↑  Wolf-Dieter Bose: Sie leuchten über dem Dorf. St. Martin bekam Turmknopf und Kreuz. In: Thüringische Landeszeitung. 29. Oktober 2010.
10. ↑  Frank Seyfarth: 1100 Jahre Dittelstedt. 900 bis 2000. Erfurt 1999, ISBN 3-00-004262-8, S. 106–107.
11. ↑  Hartmut Schwarz: Mit Glockenläuten und Ehrenwache. Feierstunde am sanierten Denkmal für die Gefallenen der Weltkriege in Dittelstedt. In: Thüringische Landeszeitung. 14. November 2016, abgerufen am 2. Mai 2023.